# دینو پاگلیاری
دینو پاگلیاری (انگلیسی: Dino Pagliari؛ زادهٔ ۲۷ ژانویهٔ ۱۹۵۷) بازیکن فوتبال اهل ایتالیا است.
از باشگاه‌هایی که در آن بازی کرده‌است می‌توان به باشگاه فوتبال اسپال، باشگاه فوتبال ویچنزا، باشگاه فوتبال فیورنتینا، و باشگاه فوتبال ترنانا اشاره کرد.